# Crazy Win
Crazy Win este o formație română de pop-rock.

## Melodii
2009
- Beautiful Lover
- Don't Cry
- Who do you love
- Aș vrea
- Oare
- Spunem adio